# Jan Pavel (spisovatel)
Jan Pavel (* 26. října 1973 v Praze) je český básník a prozaik.
Absolvoval Konzervatoř Jaroslava Ježka, obor tvorba textu a scénáře. Publikoval v Českém rozhlase, Literárních novinách, Tvaru, Textech a jeho poezie i próza je obsažena v nejednom almanachu.
V současné době pracuje jako redaktor v Nakladatelství Slovart.

## Dílo
- Čtyřprocentní úrok (poezie, Praha, 1993)
- Samota sloupoví (poezie, Helvetica-Tempora, Praha, 1997)
- Na pouti... (povídky, Host, Brno, 1999)
- Mělké pánve... a křik havranů na kopcích (poezie, KJD, Příbram, 2004)
- Jizvení (novela, Arieta, Praha, 2005)
- Až pes snese čokoládu (povídky, společně s Mikou Horákovou, Artes Liberales, Praha, 2006)
- Tramvaj do stanice (novela, Artes Liberales, Praha, 2007)
- I smrt se zahojí (román, Nakladatelství Slovart, Praha, 2007)
- Zbytečnost (povídky, Nakladatelství Slovart, Praha, 2009)
- Inutilidades (překlad knihy Zbytečnost do portugalštiny, Thesaurus Editora, Brasilia, 2009)
- Worthlessness (překlad knihy Zbytečnost do angličtiny, Artes Liberales, 2010)
- Proč blijou sloni (román, Nakladatelství Slovart, 2011)
- Děti z půdy (detektivní román, Nakladatelství Slovart, 2013)
- Bleší cirkus (novela, Nakladatelství Slovart, 2020)